# Pervaja Gruppa A 1966
L'edizione 1966 della Pervaja Gruppa A fu la 29ª del massimo campionato sovietico di calcio; fu vinto dalla Dinamo Kiev, giunto al suo secondo titolo.

## Stagione

### Avvenimenti
Le squadre salirono a diciannove: a fronte di nessuna retrocessione nella precedente stagione, infatti, Ararat e Kairat fecero il loro ritorno in massima serie.

### Formula
Le 19 formazioni si incontrarono in gare di andata e ritorno per un totale di 38 turni e 34 partite per squadra; il sistema prevedeva due punti per la vittoria, uno per il pareggio e zero per la sconfitta.
L'ultima classificata retrocedeva in seconda divisione al termine della stagione.

## Squadre partecipanti
| Squadra                  | Rosa     | Repubblica     | Città          | Stadio                       | Posizione 1965                 |
| ------------------------ | -------- | -------------- | -------------- | ---------------------------- | ------------------------------ |
| Ararat                   | dettagli | RSS Armena     | Erevan         | Stadio della Repubblica      | 1° Vtoraja Gruppa A, promosso  |
| Čornomorec'              | dettagli | RSS Ucraina    | Odessa         | ?                            | 14° in Pervaja Gruppa A        |
| CSKA Mosca               | dettagli | RSFS Russa     | Mosca          | Stadio Centrale Lenin        | 3° in Pervaja Gruppa A         |
| Dinamo Kiev              | dettagli | RSS Ucraina    | Kiev           | Stadio Centrale              | 2° in Pervaja Gruppa A         |
| Dinamo Minsk             | dettagli | RSS Bielorussa | Minsk          | ?                            | 4° in Pervaja Gruppa A         |
| Dinamo Mosca             | dettagli | RSFS Russa     | Mosca          | Stadio Dinamo (Mosca)        | 5° in Pervaja Gruppa A         |
| Dinamo Tbilisi           | dettagli | RSS Georgiana  | Tbilisi        | Stadio Lokomotiv di Tbilisi  | 6° in Pervaja Gruppa A         |
| Kryl'ja Sovetov Kujbyšev | dettagli | RSFS Russa     | Kujbyšev       | Stadio Dinamo di Samara      | 13° in Pervaja Gruppa A        |
| Lokomotiv Mosca          | dettagli | RSFS Russa     | Mosca          | Stadio Lokomotiv di Mosca    | 15° in Pervaja Gruppa A        |
| Neftyanik Baku           | dettagli | RSS Azera      | Baku           | Stadio Lenin di Baku         | 11° in Pervaja Gruppa A        |
| Paxtakor                 | dettagli | RSS Uzbeka     | Tashkent       | Stadio Centrale di Pakhtakor | 10° in Pervaja Gruppa A        |
| Qairat                   | dettagli | RSS Kazaka     | Alma-Ata       | Stadio Centrale di Alma-Ata  | 2° Vtoraja Gruppa A, promosso  |
| Šachtar                  | dettagli | RSS Ucraina    | Donec'k        | Stadio Šachtar               | 12° in Pervaja Gruppa A        |
| SKA Odessa               | dettagli | RSS Ucraina    | Odessa         | Stadio SKA                   | 17° in Pervaja Gruppa A        |
| SKA Rostov               | dettagli | RSFS Russa     | Rostov sul Don | Stadio Rostselmash           | 7° in Pervaja Gruppa A         |
| Spartak Mosca            | dettagli | RSFS Russa     | Mosca          | Stadio Centrale Lenin        | 8° in Pervaja Gruppa A         |
| T'orp'edo Kutaisi        | dettagli | RSS Georgiana  | Kutaisi        | Central'nyj stadion          | 16° in Pervaja Gruppa A        |
| Torpedo Mosca            | dettagli | RSFS Russa     | Mosca          | Stadio Centrale Lenin        | Campione dell'Unione Sovietica |
| Zenit Leningrado         | dettagli | RSFS Russa     | Leningrado     | Stadio Lenin                 | 9° in Pervaja Gruppa A         |

## Classifica finale
|                             | Pos. | Squadra                  | Pt | G  | V  | N  | P  | GF | GS | DR  |
| --------------------------- | ---- | ------------------------ | -- | -- | -- | -- | -- | -- | -- | --- |
| Unione Sovietica (bandiera) | 1.   | Dinamo Kiev              | 56 | 36 | 23 | 10 | 3  | 66 | 17 | +49 |
|                             | 2.   | SKA Rostov               | 47 | 36 | 20 | 7  | 9  | 54 | 44 | +10 |
|                             | 3.   | Neftyanik Baku           | 45 | 36 | 18 | 9  | 9  | 56 | 28 | +28 |
|                             | 4.   | Spartak Mosca            | 42 | 36 | 15 | 12 | 9  | 45 | 41 | +4  |
|                             | 5.   | CSKA Mosca               | 41 | 36 | 16 | 9  | 11 | 60 | 45 | +25 |
|                             | 6.   | Torpedo Mosca            | 40 | 36 | 15 | 10 | 11 | 55 | 39 | +16 |
|                             | 7.   | Dinamo Tbilisi           | 40 | 36 | 13 | 14 | 9  | 47 | 34 | +13 |
|                             | 8.   | Dinamo Mosca             | 38 | 36 | 12 | 14 | 10 | 43 | 34 | +9  |
|                             | 9.   | Paxtakor                 | 38 | 36 | 10 | 18 | 8  | 36 | 32 | +4  |
|                             | 10.  | Šachtar                  | 37 | 36 | 15 | 7  | 14 | 32 | 35 | -3  |
|                             | 11.  | Dinamo Minsk             | 35 | 36 | 11 | 13 | 12 | 36 | 39 | -3  |
|                             | 12.  | Qairat                   | 35 | 36 | 12 | 11 | 13 | 30 | 39 | -9  |
|                             | 13.  | Ararat                   | 34 | 36 | 12 | 10 | 14 | 30 | 45 | -15 |
|                             | 14.  | Čornomorec'              | 33 | 36 | 10 | 13 | 13 | 29 | 36 | -7  |
|                             | 15.  | T'orp'edo Kutaisi        | 28 | 36 | 9  | 10 | 17 | 44 | 59 | -15 |
|                             | 16.  | Zenit Leningrado         | 28 | 36 | 10 | 8  | 18 | 35 | 54 | -19 |
|                             | 17.  | Lokomotiv Mosca          | 27 | 36 | 11 | 5  | 20 | 34 | 49 | -15 |
|                             | 18.  | Kryl'ja Sovetov Kujbyšev | 25 | 36 | 4  | 17 | 15 | 18 | 40 | -22 |
|                             | 19.  | SKA Odessa               | 15 | 36 | 1  | 13 | 22 | 16 | 56 | -40 |

### Verdetti
- Dinamo Kiev Campione dell'Unione Sovietica 1966 e ammessa alla Coppa dei Campioni 1967-1968.
- Torpedo Mosca ammesso alla Coppa delle Coppe 1967-1968 per il secondo posto in Kubok SSSR 1965-1966
- SKA Odessa retrocesso in Vtoraja Gruppa A 1967.

## Statistiche

### Classifica cannonieri
| Gol |  |  | Giocatore          | Squadra        |
| --- |  |  | ------------------ | -------------- |
| 20  |  |  | Ilia Datunashvili  | Dinamo Tbilisi |
| 19  |  |  | Anatolij Byšovec   | Dinamo Kiev    |
| 15  |  |  | Boris Kazakov      | CSKA Mosca     |
| 15  |  |  | Nikolaj Osjanin    | Spartak Mosca  |
| 14  |  |  | Oleg Kopaev        | Dinamo Kiev    |
| 14  |  |  | Vladimir Kozlov    | SKA Rostov     |
| 14  |  |  | Gennadij Matveev   | SKA Rostov     |
| 14  |  |  | Kazbek Tuayev      | Neftyanik Baku |
| 12  |  |  | Anatoli Banişevski | Neftyanik Baku |
| 12  |  |  | Ēdoward Margarov   | Neftyanik Baku |
| 12  |  |  | Ėduard Strel'cov   | Torpedo Mosca  |